# Doto oblicua
Doto oblicua is een slakkensoort uit de familie van de Dotidae. De wetenschappelijke naam van de soort is voor het eerst geldig gepubliceerd in 1978 door Ortea & Urgorri.